# RED STARDUST
「RED STARDUST」（レッドスターダスト）はスターダストレビュー9枚目のベストアルバム。2009年6月24日に発売された。

## 概要
キャッチコピーは「踊れる、スタレビ」。通称「赤盤」。
アップテンポな曲から選曲されたベスト・アルバム。

## 収録曲
1. Northern Lights -輝く君に-
2. トワイライト・アヴェニュー
3. と・つ・ぜ・んFall In Love
4. こしゃくなレディ
5. Goin' Back to 1981
6. KEEP ON ROLLIN'
7. AVERAGE YELLOW BAND
8. シュガーはお年頃
9. ブラックペッパーのたっぷりきいた私の作ったオニオンスライス
10. 銀座ネオンパラダイス
11. 夏のシルエット
12. クレイジー・ラブ
13. Get Up My Soul
14. もうチョットだけ何か足りない
15. 本日のスープ（大泉洋 with STARDUST REVUE）
16. 木蘭の涙